# Muzeum Regionalne PTTK w Olkuszu
Muzeum Regionalne PTTK im. Antoniego Minkiewicza w Olkuszu – muzeum położone w Olkuszu. Placówka mieści się w budynku zabytkowej kamienicy z XVI wieku, zwanej „Batorówką” i jest prowadzona przez Oddział PTTK im. Aleksandra Janowskiego w Olkuszu. Patronem muzeum od 1989 roku jest Antoni Minkiewicz – inżynier górnictwa i jeden z jego twórców. 
Muzeum powstało w 1911 roku, dzięki staraniom grupy działaczy Polskiego Towarzystwa Krajoznawczego. Działało do wybuchu II wojny światowej z przerwą w latach 1914-1916. W 1916 roku zbiory muzeum zostały przeniesione do budynku Powiatowego Komitetu Ratunkowego, zaś od 1938 roku jego siedzibą był gmach byłej żeńskiej Szkoły Powszechnej. Podczas okupacji hitlerowskiej zbiory przetrwały, oddane na przechowanie zaufanym osobom. Reaktywacja placówki miała miejsce w 1958 roku. Pierwszą powojenną siedzibą muzeum był lokal przy ul. Sławkowskiej (obecnie - restauracja „Gwarek”). Następnie zbiory przeniesiono na ul. Floriańską. Ciasnota przydzielonych pomieszczeń zadecydowała, iż zapadła decyzja o nowej lokalizacji. W 1965 roku rozpoczęto remont zabytkowej kamienicy przy Rynku 20, w której - według legendy - miał gościć król Stefan Batory.  W 1968 roku muzeum zostało otwarte, a w 1972 roku gmach przeszedł na własność PTTK.
Aktualnie na zbiory muzeum składają się ekspozycje, podzielone na działy: 
- górniczy, ukazujący historię górnictwa na tych terenach;
- historii Olkusza i regionu;
- etnograficzny (w tym zbiory ludowej sztuki sakralnej);
- sztuki (malarstwo, rzeźba).

Muzeum posiada tzw. ilkusiana - liczący 1150 woluminów księgozbiór dotyczący terenów dawnego powiatu olkuskiego.
Placówka jest czynna przez cały rok, od wtorku do soboty w godzinach od 10.00 do 14.00.